# Ефимовски
Ефимовски (на руски: Ефимовский) е селище от градски тип в Русия, разположено в Бокситогорски район, Ленинградска област. Населението му към 1 януари 2018 година е 3420 души.